# Rubén Álvarez Serrano
Rubén Álvarez Serrano (Barcelona, 19 de junio de 1975) es un deportista español que compitió en atletismo adaptado. Ganó cinco medallas en los Juegos Paralímpicos de Verano entre los años 1992 y 2000.

## Palmarés internacional
| Juegos Paralímpicos | Juegos Paralímpicos | Juegos Paralímpicos | Juegos Paralímpicos      |
| Año                 | Lugar               | Medalla             | Prueba                   |
| ------------------- | ------------------- | ------------------- | ------------------------ |
| 1992                | Barcelona (España)  | Medalla de oro      | Salto de longitud J4     |
| 1992                | Barcelona (España)  | Medalla de bronce   | Triple salto J3-4        |
| 1996                | Atlanta (EE. UU.)   | Medalla de oro      | Salto de longitud F45-46 |
| 1996                | Atlanta (EE. UU.)   | Medalla de bronce   | Triple salto F45-46      |
| 2000                | Sídney (Australia)  | Medalla de bronce   | Triple salto F46         |